# Tanarthrus andrewsi
Tanarthrus andrewsi är en skalbaggsart som beskrevs av Chandler 1984. Tanarthrus andrewsi ingår i släktet Tanarthrus och familjen kvickbaggar. Inga underarter finns listade i Catalogue of Life.